# Симетрія обличчя
| |  |  |
| В той час як симетричні обличчя (ліве зображення) сприймаються як привабливі, повністю симетричні обличчя (a і b) сприймаються як не природні. |  |  |

Симетрія обличчя — одне з особливих мірил асиметрії тіла. Поряд з такими рисами, як загальноприйнята привабливість обличчя та молодість, вона впливає на судження про естетичні риси фізичної привабливості та краси. Наприклад, при обранні матері було показано, що люди мають перевагу симетрії. Це пояснюється тим, що в ній спостерігається показник здоров'я і генетичної придатності, і також як і адаптаційні якості, симетрія відображає здатність протистояти змінам у певному середовищі.
Симетрія обличчя була запропонована як можливий фізичний прояв особистісних рис «великої п'ятірки». Наприклад, встановлено, що екстраверсія і відкритість сильно пов'язані з симетрією обличчя. Вважається, що гормони, такі як тестостерон і естроген, пов'язані з процесами розвитку і становлення особливостей обличчя під час статевого дозрівання, і, як наслідок, передбачається, що вони є причиною для індивідуальних відмінностей у зв'язку з симетрією обличчя.
Двосторонню симетрію особи вимірюють за допомогою флуктуючої асиметрії обличчя, зіставляючи випадкові відмінності в рисах обличчя двох сторін обличчя, які розвиваються і накопичуються протягом усього життя в результаті впливу на людину стресорів.

## Симетрія обличчя
Показано, що симетрія обличчя впливає на оцінювання привабливості людського обличчя. Обличчя, що мають більшу симетрію вважають більш привабливими як у чоловіків, так і у жінок, хоча симетрія обличчя, як правило, відіграє більшу роль у судженнях про привабливість жіночих облич ніж чоловічих. Для вивчення твердження, що симетрія обличчя грає роль у судженнях про красу було використано широке розмаїття методів.
Одним з методів для доведення цього твердження був метод змішання декількох граней для створення композитного і дзеркального відображення на половині обличчя. Хоча дослідження, що використовують ранні методи, дали результати, які вказують на те, що більш симетричні особи сприймаються як більш привабливі, дослідження, що використовують пізніші методи, показали, що люди віддають перевагу незначній асиметрії. Також дослідження показують, що майже симетричні обличчя вважаються дуже привабливими порівняно з несиметричними, але, зокрема, люди схильні вважати обличчя непривабливим, якщо у розглянутої особи несиметричний ніс, але несиметричність губ, навпаки, не впливає на оцінку привабливості людини.
Найбільш помітні спрямовані асиметрії іноді лише тимчасові. Наприклад, під час мовлення більшість людей (76 %) схильні проявляти більшу амплітуду руху на правій частині рота. Це, швидше за все, зумовлено нерівномірними силами контралатеральних нейронних зв'язків між лівою півкулею мозку (лінгвістична локалізація) і правою стороною обличчя.
Однак висновки, отримані від дзеркального відображення облич, були поставлені під сумнів, оскільки було показано, що дзеркальні половини обличчя створюють штучні особливості. Наприклад, якщо ніс людини злегка зігнутий в праву сторону, то дзеркальне відображення правого боку обличчя призведе до того, що у людини буде надмірно великий ніс, тоді як дзеркальне відображення лівої сторони призведе до того, що ніс буде неприродно малого розміру.
Еволюційні теоретики в біології та психології стверджують, що більш симетричні обличчя є кращими, оскільки симетрія є можливим справжнім знаком вищої генетичної якості та стабільності розвитку. Однак не виключено, що висока симетрія особи у людини не обумовлена тим, що у неї хороші гени, а відсутністю впливу стресорів під час розвитку особи. Оскільки це джерело дослідження симетрії обличчя дещо заплутане — воно не розглядається в літературі. Поняття, що симетрія обличчя сприймається людьми як індикатор «хороших генів», підтверджується експериментами, які демонструють, що більш симетричні особи оцінюються як більш здорові, ніж менш симетричні особи. Наприклад, свідчення показали, що рейтинги симетрії обличчя людини позитивно пов'язані з оцінкою якості шкіри обличчя. Крім того, асиметрія може коливатися за рахунок збільшення проблем зі здоров'ям під час зростання. Як результат, фенотипова якість і рівень здатності геному людини боротися з хворобою та підтримувати нормальний розвиток, може бути показана симетрією. Крім того, дослідження показують, що асиметрія флуктуації обличчя, несиметричні обличчя, також можуть бути пов'язані з фізіологічними, психологічними та емоційними переживаннями людини.
Крім того, поточні дослідження показують, що переваги особи у дорослому віці можна передбачити за кількістю інфекцій в дитинстві. Люди, які пережили більше інфекцій в дитячому віці, переважно мають більш привабливі та симетричні обличчя, оскільки ці ознаки вказують на здоров'я. Особливо викликають таку перевагу нещодавно пережиті інфекції.

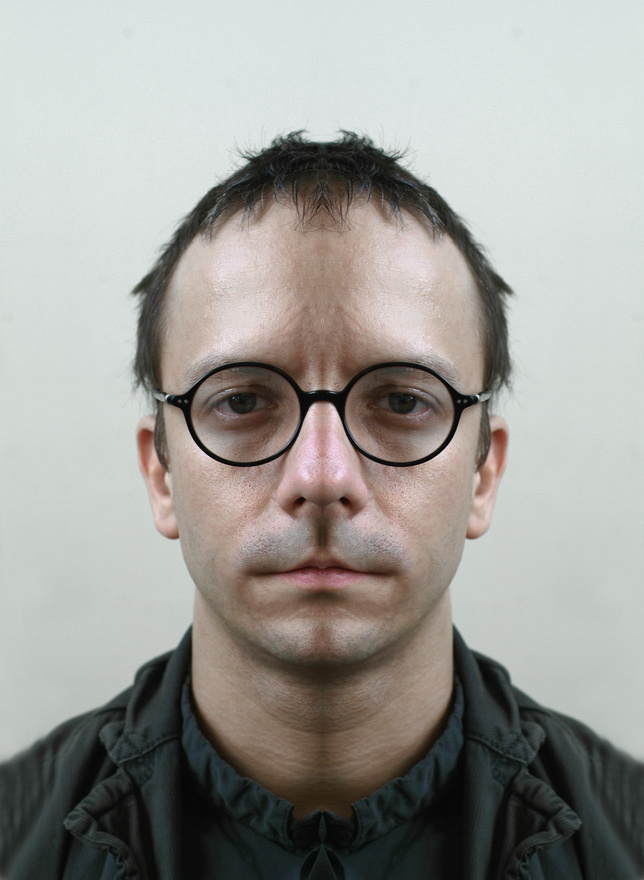
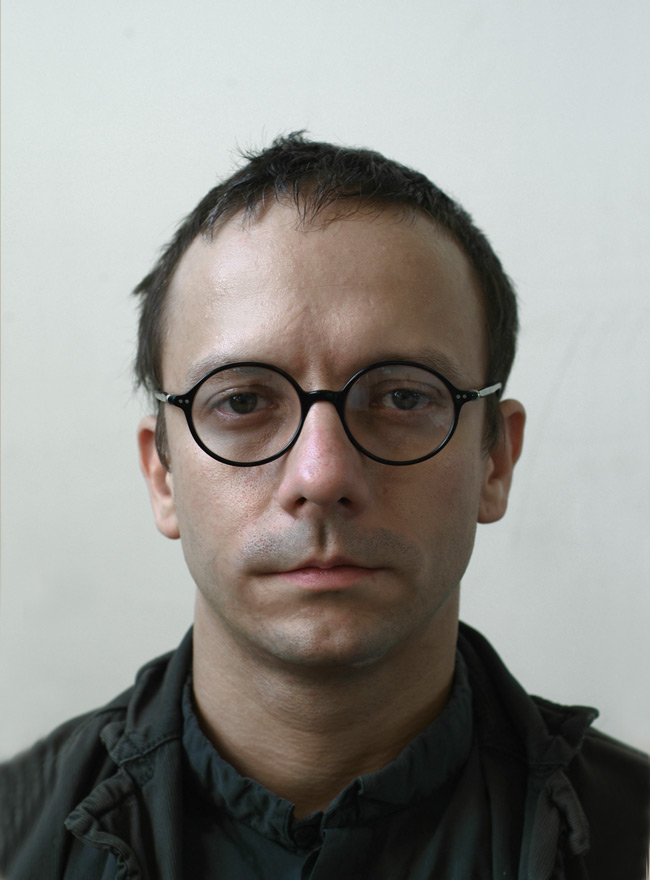
Оригінал
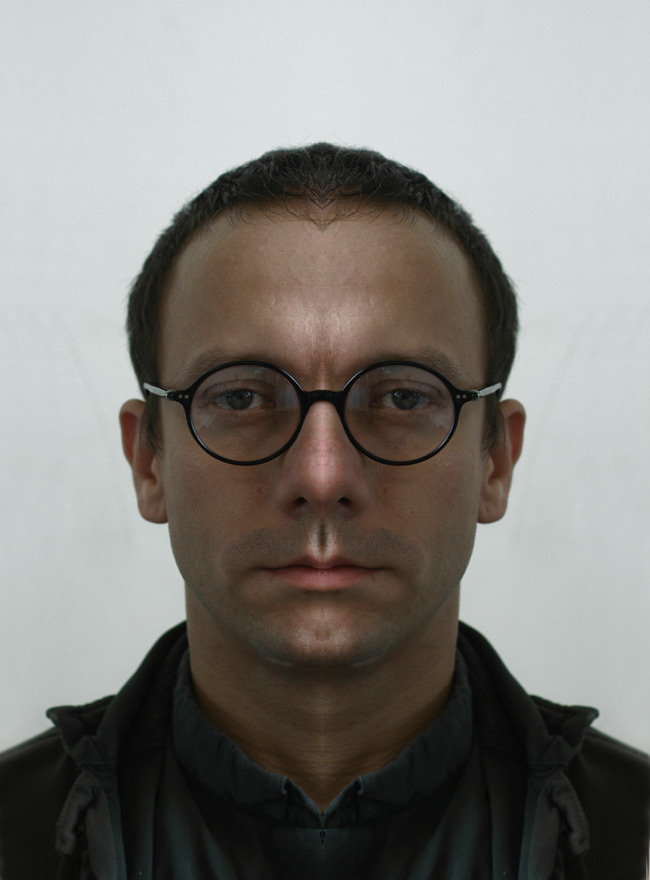

Симетрія обличчя також є одним з показників когнітивного старіння. Прогресивні зміни, що відбуваються протягом усього життя в м'яких тканинах обличчя, призведуть до більш помітної асиметрії обличчя у старшому віці. Тому симетрична трансформація літніх осіб загалом підвищує їх привабливість, а симетрична трансформація у дорослих молодшого віку і дітей зменшує їх привабливість. Чоловіки з більш симетричними рисами обличчя в старості мають більш високий інтелект і є більш ефективними при обробці інформації, ніж чоловіки з менш симетричними обличчями. Можливо, це пов'язано з кращими генами, що сприяє більшій стійкості до стресових факторів у житті, що потім відображається в менш накопиченому коливанні асиметрії.
Ненаукових теорій привабливості та симетрії стає все більше. Симетрія кожної особи оцінюється людським мозком через процес розпізнавання обличчя. Таке швидке та ефективне розпізнання є складним для комп'ютерних програм. Наприклад, обличчя вважалися більш естетично привабливими, де кон'юнкція подібних або відповідних рис обличчя була, до деякої міри, контрастною. Подібним чином були запропоновані як відповідні спільні риси: ехоризм, пропорції та подібність до людей, з якими людина була пов'язана на початку життя (прима копулізм).

## Відношення до особистості
Дослідження показують, що симетрія обличчя пов'язана з моделлю «великої п'ятірки» особистості. Найбільш сталим є твердження, що симетрія обличчя позитивно корелює з екстраверсією, тобто особи з більш симетричними рисами обличчя проявляють більш екстравертний тип характеру. Більш симетричні обличчя також оцінюються як нижчі за рівнем нейротизму, але вищий за сумлінністю і привітністю. Симетричні обличчя також частіше мають більш бажані соціальні атрибути, їм притаманні риси, такі як комунікабельність, кмітливість та активність.
Проте взаємозв'язок симетрії обличчя та моделі «великої п'ятірки» особистості залишається дещо незрозумілою щодо рівня нейротизму, відкритості, привітності та добросовісності. Хоча раніше описані дослідження призвели до підтвердження очікувань, що більш симетричні обличчя будуть вищими за екстраверсією, відкритість, привітність і сумлінність, а нижче за нейротизм, ці очікування не були підтверджені емпірично. Відкритість і привітність суттєво негативно пов'язані з симетрією обличчя, в той час, як невротизм і сумлінність, здається, не пов'язані з симетрією обличчя взагалі. Взаємозв'язок симетрії обличчя та моделі «великої п'ятірки» особистості потребує подальшого вивчення, щоб дозволити зробити остаточні висновки.
Недавні дослідження показують близькість надійності людини та симетрії обличчя. З часом люди навчилися розпізнавати оманливі наміри інших людей (навіть, на підсвідомому рівні), спостерігаючи за асиметрією обличчя. Коли людина говорить неправду, м'язи на її обличчі стають незбалансованими.

## Посередність обличчя та симетрія
Згідно з теорією статевого відбору, симетрія обличчя відіграє велику роль у тому, що ми сприймаємо як привабливість. Проте виникає питання, чи лише зміни симетрії або загальноприйнятого рівня привабливості обличчя (посередність обличчя) підвищують привабливість. Експерименти показують, що симетрія та посередність роблять незалежні внески до рівня привабливості, але коли внесок симетрії виключається, усереднення привабливості залишається значним показником рівня привабливості людини. Крім того, дослідження показали, що коли симетрія обличчя з усередненістю розглядаються разом, рейтинги привабливості зростають, що свідчить про те, що ці два чинники незмінно пов'язані між собою.